# Mistrovství Československa v lyžařském orientačním běhu 1987
16. ročník Mistrovství Československa v lyžařském orientačním běhu proběhl v jedné individuální a jedné týmové disciplíně. 
Závody proběhly v Krušných horách poblíž Nejdku v nadmořské výšce 850–1050 m n. m.
Závod probíhal za mlhavého počasí s teplotami -2 až +2 °C. Přípravu závodů ztížila obleva s deštěm v předchozím týdnu.

## Mistrovství ČSSR jednotlivců
| Datum závodu   | 14. 2. 1987     |  | Místo konání    | Nejdek        |  | Pořadatel       | TJ Jiskra Nejdek       |
| Ředitel závodu | Jaroslav Krátký |  | Hlavní rozhodčí | Dieter Schimm |  | Stavitel tratí  | Petr Pánek, Jiří Málek |
| Název mapy     | Rolava ski      |  | Web závodu      |               |  | Výsledky závodu |                        |

| Zkrácené výsledky | Zkrácené výsledky       | Zkrácené výsledky         | Zkrácené výsledky       | Zkrácené výsledky       | Zkrácené výsledky | Zkrácené výsledky       | Zkrácené výsledky              | Zkrácené výsledky       | Zkrácené výsledky       |
| Pořadí            | H21 - muži              | H21 - muži                | H21 - muži              | H21 - muži              | Pořadí            | D21 - ženy              | D21 - ženy                     | D21 - ženy              | D21 - ženy              |
| ----------------- | ----------------------- | ------------------------- | ----------------------- | ----------------------- | ----------------- | ----------------------- | ------------------------------ | ----------------------- | ----------------------- |
| Zlatá medaile     | Ivan Šmaus              | Elitex Jablonec nad Nisou | 1:40:07                 |                         | Zlatá medaile     | Jindra Kuderová         | VŠZ Brno                       | 1:18:43                 |                         |
| Stříbrná medaile  | Zdeněk Zuzánek          | Elitex Jablonec nad Nisou | 1:40:45                 | +0:38                   | Stříbrná medaile  | Jana Jakoubková         | TJ Jilemnice                   | 1:19:09                 | +0:26                   |
| Bronzová medaile  | Radovan Kunc            | Elitex Jablonec nad Nisou | 1:43:08                 | +3:01                   | Bronzová medaile  | Iva Kalibánová          | OK Lokomotiva Pardubice        | 1:20:39                 | +1:56                   |
| 4                 | Jiří Schindler          | Elitex Jablonec nad Nisou | 1:51:01                 | +10:54                  | 4                 | Miroslava Kynčlová      | TJ Jilemnice                   | 1:22:38                 | +3:55                   |
| 5                 | Luděk Pavelek           | TJ Ostroj Opava           | 1:51:43                 | +11:36                  | 5                 | Ivana Pešková           | USK Praha                      | 1:23:38                 | +4:55                   |
| 6                 | Milan Novotný           | VŠZ Brno                  | 1:55:19                 | +15:12                  | 6                 | Iva Kuderová            | VŠZ Brno                       | 1:23:30                 | +4:47                   |
| 7                 | Přemek Škoda            | TJ Slavia VŠST Liberec    | 1:57:01                 | +16:54                  | 7                 | Renata Vokounová        | TJ Tesla Brno                  | 1:28:03                 | +9:20                   |
| 8                 | Roman Charvát           | VŠZ Brno                  | 1:58:12                 | +18:05                  | 8                 | Anna Gavendová          | TJ TŽ Třinec                   | 1:29:44                 | +11:01                  |
| 9                 | Ondřej Táborský         | Elitex Jablonec nad Nisou | 1:58:35                 | +18:28                  | 9                 | Zuzana Valešová         | Rudá hvězda Hradec Králové     | 1:30:22                 | +11:39                  |
| 10                | Miroslav Holeček        | USK Praha                 | 1:58:58                 | +18:51                  | 10                | Dana Ticháčková         | TJ Jičín                       | 1:31:10                 | +12:27                  |
| Pořadí            | H19 - junioři           | H19 - junioři             | H19 - junioři           | H19 - junioři           | Pořadí            | D19 - juniorky          | D19 - juniorky                 | D19 - juniorky          | D19 - juniorky          |
| Zlatá medaile     | Vladimír Zicha          | TJ Jičín                  | 1:23:14                 |                         | Zlatá medaile     | Diana Cieslarová        | TJ TŽ Třinec                   | 1:38:13                 |                         |
| Stříbrná medaile  | Jan Janíček             | Spartak Jihlava           | 1:23:15                 | +0:01                   | Stříbrná medaile  | Lucie Slavíková         | Slavia Plzeň                   | 1:54:29                 | +16:16                  |
| Bronzová medaile  | Petr Hovořák            | VŠZ Brno                  | 1:27:42                 | +4:28                   | Bronzová medaile  | Jana Bartošová          | TJ Baník Ostrava OKD           | 2:14:50                 | +36:37                  |
| Pořadí            | H17 - starší dorostenci | H17 - starší dorostenci   | H17 - starší dorostenci | H17 - starší dorostenci | Pořadí            | D17 - starší dorostenky | D17 - starší dorostenky        | D17 - starší dorostenky | D17 - starší dorostenky |
| Zlatá medaile     | Tomáš Podmolík          | TJ Gottwaldov             | 1:08:45                 |                         | Zlatá medaile     | Mária Honzová           | TJ TŽ Třinec                   | 54:11                   |                         |
| Stříbrná medaile  | Jiří Červinka           | TJ Jičín                  | 1:13:12                 | +4:27                   | Stříbrná medaile  | Dagmar Abelová          | OK Jiskra Nový Bor             | 55:17                   | +1:06                   |
| Bronzová medaile  | Tomáš Kovářík           | Lokomotiva Šumperk        | 1:16:25                 | +7:40                   | Bronzová medaile  | Miriam Šipošová         | Iskra Smrečina Banská Bystrica | 55:48                   | +1:37                   |
| Pořadí            | H15 - mladší dorostenci | H15 - mladší dorostenci   | H15 - mladší dorostenci | H15 - mladší dorostenci | Pořadí            | D15 - mladší dorostenky | D15 - mladší dorostenky        | D15 - mladší dorostenky | D15 - mladší dorostenky |
| Zlatá medaile     | Martin Sklenář          | TJ Slavia VŠST Liberec    | 53:30                   |                         | Zlatá medaile     | Marcela Kubatková       | TJ TŽ Třinec                   | 41:42                   |                         |
| Stříbrná medaile  | Martin Šňupárek         | KDPM Brno                 | 56:16                   | +2:46                   | Stříbrná medaile  | Jana Cieslarová         | TJ TŽ Třinec                   | 46:18                   | +4:36                   |
| Bronzová medaile  | Igor Porubčan           | Loko Kysak                | 59:35                   | +6:05                   | Bronzová medaile  | Radka Leiblová          | Jizerský klub OB Frýdlant      | 47:43                   | +6:01                   |

Souhrnné informace naleznete v článku Mistrovství Československa v lyžařském orientačním běhu jednotlivců.

## Mistrovství ČSSR štafet
| Datum závodu   | 15. 2. 1987     |  | Místo konání    | Nejdek • aréna |  | Pořadatel       | TJ Jiskra Nejdek       |
| Ředitel závodu | Jaroslav Krátký |  | Hlavní rozhodčí | Dieter Schimm  |  | Stavitel tratí  | Petr Pánek, Jiří Málek |
| Název mapy     | Rolava ski      |  | Web závodu      |                |  | Výsledky závodu |                        |

Souhrnné informace naleznete v článku Mistrovství Československa v lyžařském orientačním běhu štafet.